# Matthew Patten
Matthew Richard Patten (ur. 21 maja 1962 w Bishop’s Stortford) – brytyjski menedżer, działacz społeczny i polityk, deputowany do Parlamentu Europejskiego IX kadencji.

## Życiorys
Pracował na stanowiskach menedżerskich i dyrektorskich w sektorze prywatnym, w tym w agencjach sportowych działających na rzecz sponsoringu i marketingu. Był m.in. dyrektorem wykonawczym w M&C Saatchi Sport & Entertainment i wiceprezesem SP Holdings. Obejmował różne funkcje w organizacjach pozarządowych. Był dyrektorem do spraw komunikacji w Clubs for Young People, dyrektorem wykonawczym Lord’s Taverners (2008–2012) i prezesem organizacji charytatywnej Mayor's Fund for London (2012–2018). Udzielał się też jako konsultant inicjatywy BBC Children in Need.
W 2019 zaangażował się w działalność polityczną w ramach Brexit Party. W wyborach w tym samym roku z listy tego ugrupowania uzyskał mandat posła do Parlamentu Europejskiego IX kadencji.